# Chris Stewart
Chris Stewart (Crawley, Sussex, Inglaterra, 27 de março de 1951) é um baterista do Reino Unido, conhecido por ter sido o membro fundador da banda Genesis. Chris atualmente é fazendeiro e escritor.
Colega de classe de Tony Banks e Peter Gabriel na Charterhouse School, Stewart reuniu-se com eles em uma banda escolar chamada The Garden Wall, e o grupo posteriormente formou outra banda com os colegas Mike Rutherford e Anthony Phillips, chamada The Anon. Essa banda tornou-se o Genesis em janeiro de 1967. Stewart participa nos primeiros dois compactos da banda, "The Silent Sun/That's Me" e "A Winter's Tale/One Eyed Hound", que aparecem como faixas bônus do primeiro álbum do grupo, From Genesis to Revelation. Várias gravações com Stewart na banda aparecem também na compilação Genesis Archive 1967-75.
Ele também é conhecido por seus livros autobiográficos, Driving Over Lemons e as sequências, A Parrot in the Pepper Tree e The Almond Blossom Appreciation Society.